# Ẩm thực San Marino

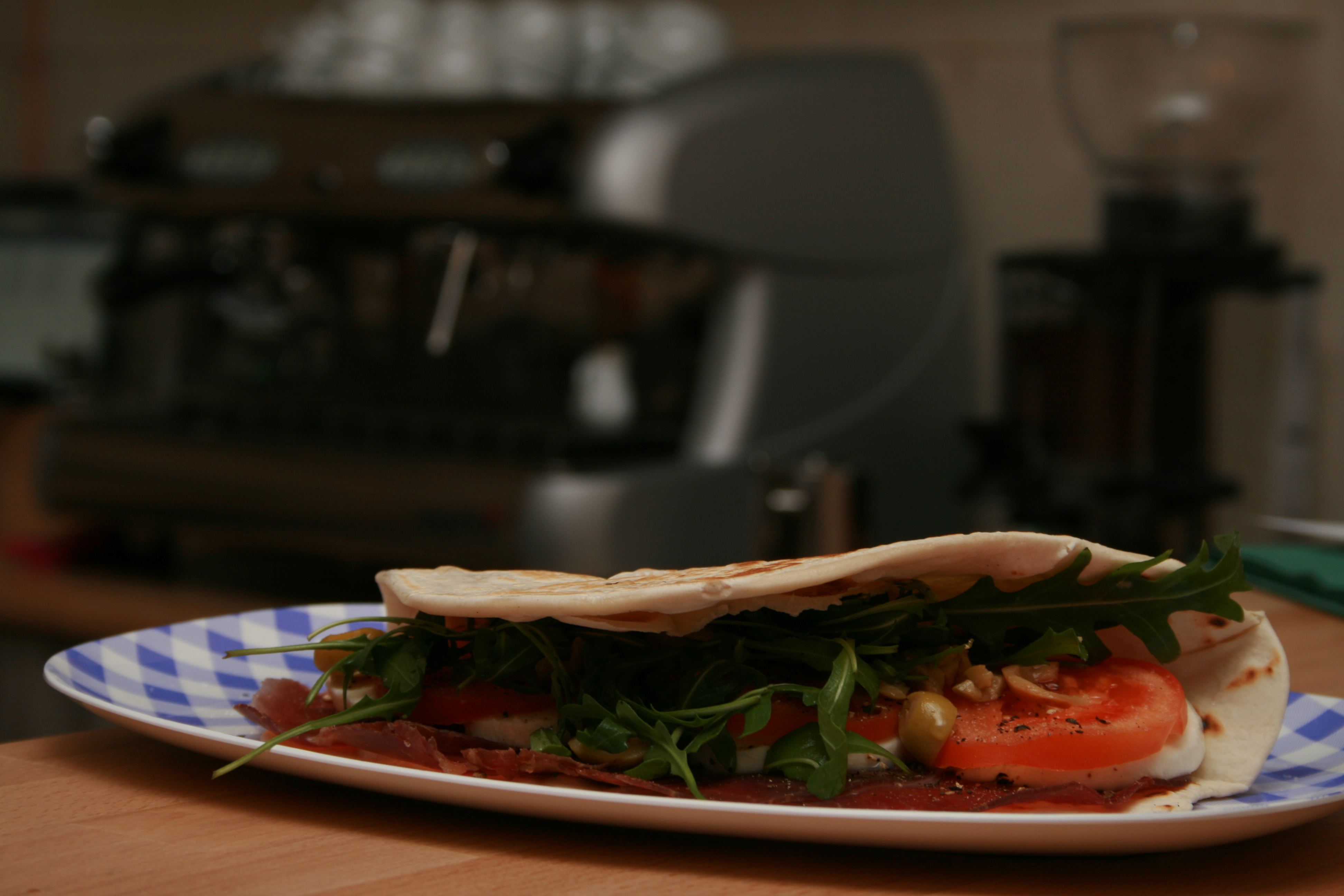
Piada hoặc piadina với bresaola (bò muối). Piadina không chỉ là món ăn của San Marino mà cũng rất phổ biến trong khu vực xung quanh, Emilia-Romagna.

Vì San Marino là một vi quốc gia hoàn toàn không giáp biển vì bị bao bọc bởi Ý, ẩm thực San Marino có rất nhiều nét tương đồng với ẩm thực Ý, đặc biệt là các vùng Emilia-Romagna và Marche liền kề.

## Các món
Các món mặc địa phương bao gồm fagioli con le cotiche, một loại súp đậu và thịt xông khói Giáng Sinh; pasta e ceci, một loại mì nước với đậu gà và hương thảo; nidi di rondine, một món pasta nướng với thịt hun khói, bò, pho mát, cà chua và một nước sốt và thịt thỏ quay với tiểu hồi hương.
Cũng có một món chủ yếu ở Borgo Maggiore gọi là Piada, giống với piadina từ Emilia-Romagna.
Nó không được biết đến rộng rãi tuy nhiên gnocci, món bánh khoai tây nổi tiếng thế giới, là một sảm phẩm chính ở San Marino và nhiều người sẽ lập luận rằng nó có nguồn gốc từ khu vực này mặc dù ngược lại với những lời đồn đại.

## Món tráng miệng và đồ ngọt
Đồ ngọt bao gồm một loại bánh được gọi là Torta Tre Monti ("Bánh của Ba ngọn núi/tháp"), dựa trên ba ngọn tháp của San Marino và tương tự với các tầng bánh xốp phủ sô cô la; Torta Titano, một món tráng miệng nhiều lớp làm bằng bánh quy, hạt dẻ, sô cô la, kem và cà phê, cũng lấy cảm hứng từ núi trung tâm San Marino, Monte Titano; Bustrengo, một chiếc bánh Giáng Sinh truyền thống được thực hiện với mật ong, các loại hạt và trái cây khô; Verretta, một món tráng miệng làm từ hạt dẻ, sô cô la praline và bánh xốp sô cô la; Cacciatello, một món tráng miệng làm từ sữa, đường và trứng, tương tự như bánh flan; và zuppa di ciliegie, anh đào hầm trong rượu vang đỏ ngọt và được phục vụ trên bánh mì trắng.

## Đồ uống có cồn

### Rượu vang
Khu vực này cũng sản xuất ra một số loại rượu vang như Brugneto và Tessano (vang đỏ) và Biancale và Roncale (vang trắng).

### Rượu mạnh
Rượu mùi của vùng này bao gồm Mistrà hương vị tiểu hồi cần, Tilus vị nấm truffle và các herbal Duca di Gualdo.